# Charlotte Valandrey
Charlotte Valandrey, pseudonimo di Anne-Charlotte Pascal (Parigi, 29 novembre 1968 – Parigi, 13 luglio 2022), è stata un'attrice, cantante e scrittrice francese.

## Biografia
Nata il 29 novembre 1968 a Parigi, era la figlia di Jean-Pierre Pascal, sviluppatore di software, e Anne-Marie, pianista. Studiò al Lycée Paul-Valéry.
Iniziò la sua carriera di attrice negli anni ottanta con lo pseudonimo Charlotte Valandrey, in omaggio a Val-André, la località balneare di Côtes-d'Armor dove visse nell'infanzia. Ottenne il suo primo ruolo a 16 anni, nel 1985, nel film A Parigi con amore, diretto da Véra Belmont, per il quale fu premiata l'anno seguente con l'Orso d'argento per la migliore attrice al Festival internazionale del cinema di Berlino del 1986; per la stessa pellicola, venne anche candidata al premio César per la migliore promessa femminile.
Dal 1991 al 2000 prese parte alla serie televisiva Il commissario Cordier nel ruolo della giornalista Myriam Cordier, al fianco di Pierre Mondy, Antonella Lualdi e Bruno Madinier; farà un'apparizione in un episodio della successiva omonima serie del Commissario Cordier nel 2006. Nel 1992 interpretò il ruolo della principessa Sasha nel film Orlando, tratto dal romanzo di Virginia Woolf e diretto da Sally Potter.
Nel 1999 si sposò con Oscar, da cui ebbe la figlia Tara; si separò nel 2002. Nel 2005 pubblicò il libro Love in the Blood, in cui rivelò il suo stato sieropositivo, scoperto nel 1986, e i due attacchi cardiaci che la misero in pericolo di vita nell'agosto 2003, a seguito dei quali fu sottoposta a un trapianto di cuore. Nel 2011 pubblicò un nuovo libro, uscito anche in Italia nel 2012, Il mio cuore sconosciuto, tradotto da Marcella Uberti-Bona per Longanesi. Un nuovo libro autobiografico, Vers le 8e ciel, uscì nel 2014; nel 2016 pubblicò assieme a Jean Arcelin Bombay mon amour, sul suo soggiorno umanitario in India a fianco della giornalista Valérie Trierweiler.  Negli ultimi anni prese parte a serie televisive, tra le quali Les Innocents (2018).
Charlotte Valandrey è morta il 13 luglio 2022 all'età di 53 anni.

## Discografia
- 2021 – À tout à l'heure, album autoprodotto grazie a una campagna di finanziamento partecipativo.[3]
- À tout à l'heure
  - À tout à l'heure
  - Plus du temps à perdre
  - J'adore
  - Avant toi
  - Parler aux étoiles
  - La solitude
  - Mon regretté
  - Le Go
  - Do Not Disturb
  - Sur un air de tango
  - Féline